# Sebber Kloster
Sebber Kloster er en gammel sædegård lidt nordvest for Halkær Bredning i Himmerland.
Den nævnes første gang i 1268 som Sebbergaard. Gården ligger i Sebber Sogn, Slet Herred, Aalborg Kommune, Region Nordjylland.
Gården ligger umiddelbart vest for Sebber Kirke, og var indtil Reformationen ladegård til et benediktinerkloster med 8 nonner, hvoraf kirken er den eneste bevarede del.
Den nuværende hovedbygning stod færdig i 1962 efter at den gamle var brændt ned til grunden i 1957. Hovedbygningen blev renoveret i 2006, og stedet drives som fest- og konferencehotel med plads til 150 personer og 32 sovepladser, fordelt på 3 bygninger. Der er en golfbane på 75 hektar.
Sebber Kloster Gods er på 387 hektar med Lundbæk Vesterskov.
I Sebber Klosterskov 2 km syd for gården findes Kyø Hovedgård.

## Ejere af Sebber Kloster
- (1268-1536) Viborg Bispestol
- (1536-1581) Kronen
- (1581-1608) Oluf Brockenhuus
- (1608-1616) Else Steen gift Brockenhuus
- (1616-1619) Johan Olufsen Brockenhuus
- (1619-1629) Kirsten Rosenkrantz gift Brockenhuus
- (1629-1634) Jørgen Johansen Brockenhuus
- (1634-1667) Margrethe von der Lühe gift Brockenhuus
- (1667-1677) Slægten Brockenhuus
- (1677-1697) Caspar Christopher Brockenhuus
- (1697-1707) Anders Madsen Klæstrup
- (1707-1708) Boet efter Anders Madsen Klæstrup
- (1708-1732) Jørgen Jensen Gleerup
- (1732-1750) Bagge Jørgensen Gleerup
- (1750-1781) Henricha Margrethe Holst gift Gleerup
- (1781-1791) Peder Lund
- (1791-1805) Marie Gleerup gift Lund
- (1805-1810) Andreas Møller / Christian Frederik baron Juel-Rysensteen / I. A. L. Juul
- (1810-1835) Hans Svanholm
- (1835-1845) Andreas Svanholm (brors søn) / Peder Svanholm (bror)
- (1845-1882) Peder Svanholm
- (1882-1888) Ane Cathrine Mikkeline Qvorstrup gift Svanholm
- (1888-1916) Jens Christian Qvorstrup Svanholm (søn)
- (1916-1922) Anne Mette Jensen gift Svanholm
- (1922-1950) Signe  Svanholm (datter)
- (1950-1957) Hans Svanholm (bror)
- (1957-1959) P. K. Haaning
- (1959-1963) Axel Valdemar Tesdorpf
- (1963-2007) Helle Tesdorpf gift Saunte (datter)
- (2007-) Adam Peter Tesdorpf Saunte (søn)